# Der Krapfen auf dem Sims
Der Krapfen auf dem Sims ist eine erstmals 2001 beim ehemaligen Alexander Fest Verlag erschienene Textsammlung von Max Goldt. 

## Kurzbeschreibung
Der Krapfen auf dem Sims vereinigt 22 Kolumnen, „humorige Glossen“, Betrachtungen, Essays und weitere erzählende Prosa zu unterschiedlichen Themen. 

## Inhalte der einzelnen Texte

### Mein Nachbar und der Zynismus
Ausgehend von einem zum Zynismus neigenden Nachbarn, der „markante Wortkombinationen“ mit dem Ausruf „Super Gruppenname!“ kommentiert, widmet sich dieser Text dem eher positiv betrachteten Sarkasmus und dem durch die Phänomene eines „Jungmänner-Massenzynismus“ und einer „Zynismusindustrie“ negativer zu bewertenden Zynismus.

### Waffen für El Salvador
Der Ich-Erzähler beklagt den Verlust eines Notizbuches, in dem er eine Erzählung konzipiert hatte. „Es ging grob erinnert darum, daß John Lennon vier Wochen vor seinem Tod von einem japanischen Fernsehteam zufällig dabei gefilmt wurde, wie er 15 Millionen Dollar von seinem Postsparbuch abhob. Er wollte damit Waffen für El Salvador kaufen“, und der Film macht in der Fantasie des Ich-Erzählers eine Irrfahrt vom Tennō-Keller über die UNESCO, den Senat von Berlin, das Liverpooler Beatles-Museum bis hin zu Yoko Ono, die dann das Paket vielleicht im gleichen Postamt liegen ließ, in dem ihr verstorbener Mann die 15 Millionen Dollar abgehoben hatte. „Die ganze Geschichte war glamourös und windungsreich, doch sie wird für immer verschwunden sein.“

### Alter und Aussehen egal
Ein Besuch in einem langweiligen Nürnberger Spielzeugmuseum veranlasst den Ich-Erzähler, über den Sinn und Unsinn von Spielzeug nachzusinnen und dass kindliche Fantasie auch Müll zum Spielzeug kreieren könne. „Mit Müll und Ratten zu spielen ist […] allemal interessanter, als auf einem Gameboy herumzudrücken.“ Darüber hinaus wird unter anderem in einem scherzhaften Dialog postuliert, Kinderspielplätze seien „eh nur dafür da, daß die Mütter Zigaretten rauchen und miteinander tratschen können, während ihre Kinder in Sichtweite apathisch in dem schmutzigen Sand hocken. Kinderspielplätze durch Biergärten ersetzen und für die Kinder den Straßensperrmüll wieder einführen!“

### Schulen nicht unbedingt ans Netz
Beginnend mit einer Analogie zum Sprachlabor-Hype in den 1970er Jahren betrachtet der Ich-Erzähler den Hype mancher Zeitgenossen, Schulen großflächig zu digitalisieren, um die Schüler international nicht ins Hintertreffen gelangen zu lassen. „In Wahrheit ist das Internet ein zwar großes, aber schlichtes Reich“, findet der Ich-Erzähler und bekräftigt die Auffassung, „Schule sei dazu da, Jugendliche zur Beschäftigung mit Dingen anzuhalten, denen sie sich zu Hause aus freien Stücken nicht zuwenden würden. Sie sei der Ort, wo man ihnen mit möglichst charmanter Autorität und ohne Schnarrstimme Wissen und Grundwerte unterjubelte. Sie sei eine gutherzige Zwingburg voll trotz manch kleiner Quälerei noch immer leuchtender Augen. Man muß die Kinder triezen und anstacheln, damit sie selbständig denken“.

### Ich lasse meine Ohren nicht von einem Kunstdirektor abfackeln
Der Ich-Erzähler unterstützt in diesem Plädoyer für das „Rechts stehen, links gehen“ auf Rolltreppen die Richtigkeit dieser Maxime durch eine sprachliche Herleitung: „Rolltreppen sind in erster Linie Treppen, […] der Wortbestandteil ‚Treppe‘ dominiert klar über das ‚Roll‘, das sieht man daran, daß die Rolltreppe im Falle einer durch technische Mängel bedingten Rollunfähigkeit weiterhin als Treppe benutzt werden kann.“ Ausgehend von Sicherheits-Piktogrammen an Rolltreppen kommt der Ich-Erzähler zu Raubvogel-Silhouettenaufklebern an Glasscheiben sowie zu einer „utopischen Groteske“, in der er mit den englischsprachigen Homonymen für Türkei und Truthuhn spielt (turkey), sich anschließend türkischen Friseuren widmet sowie Friseur-Anredefloskeln im Speziellen und sonstigen Anredefloskeln im Allgemeinen.

### Doppelmayr halbiert die Mulmigkeit
Bei diesem Text handelt es sich um eine Reisebericht aus dem „superöden“ Peking, das „eine Woche Staub, Rotz und Grau“ für die Reisegruppe des Ich-Erzählers bedeutet. Mit dem Nachtzug geht es dann von Peking nach Harbin, einer „Stadt von hengstartiger Ungebärdigkeit, wild und seltsam […]. Läge diese Stadt in Finnland und nicht in der Mandschurai, wäre sie ein beliebtes Wochenendziel wie Prag oder Budapest.“

### Bartschattenneid
Dieser Text widmet sich den zwei Bedeutungen des Wortes Bartschatten: zum einem dem „Waschbecken-Bartschatten“, der nach einer Rasur und unvollkommener anschließender Waschbecken-Reinigung entstehe, zum anderen dem Wort Bartschatten im gebräuchlicheren Sinne, nämlich dem „Mohnbrötcheneffekt“ bei insbesondere dunkelhaarigen Menschen, die zu stärkerem Bartwuchs neigen. Unter anderem stellt der Text auch die Frage, inwiefern es identitätsstiftend wäre, „ob man sich besser vor dem Duschen rasiert oder hinterher“ oder „ob man der Naß- oder der Trockenrasur den Vorzug gibt.“

### Der Ort der Eitelkeit
Der Ich-Erzähler kritisiert in diesem kurzen Text, dass „Diplome, Ehrungen, hochwertige Teilnahmebescheinigungen“ oder, bei Beruf Popstar, die „goldenen Schallplatten“ von manchen Zeitgenossen zur Selbstinszenierung übers Klo gehängt werden, dessen Räumlichkeit somit zu einem „Tempel der Selbstironie“ aufsteigen soll.

### Niedere Botschaften
Dieser Text widmet sich diverser Kommunikationsmittel, wie beispielsweise dem Telefon, das „der größte Zeitverschlinger der westlichen Welt“ sei und bei dessen Nutzung ein bösartiger „Netzweichenwurm“ gelegentlich zu einem falschen Gesprächspartner führe, oder der E-Mail, mit der man bitte keine Beileidsbekundungen verschicken möge: „Trauer braucht Dauer, Beileid braucht Tinte.“ Der Ich-Erzähler meint, je „moderner das Kommunikationsmittel, desto weniger geprüft gehen die Mitteilungen heraus“, und lobt die dem Kommunikationsmittel Brief innewohnenden Vorteil: „Einmal am Tag kommen die Botschaften, und man kann selbst den Zeitpunkt auswählen, wann man sich ihnen zuwendet. Faxe und Anrufe dagegen brechen zu fremdbestimmten Zeiten mit Geräuschen in die zarte Melodie des Tages ein. Sie zerfetzen den Fluß der Gedanken mit andernorts aus Gedankenlosigkeit in Eile versetzten Unwichtigkeiten.“

### Die MTV-Generation entschuldigt sich bei der VIVA-Generation
Ausgehend von einem Traum und einem zufällig dazu passenden realen Weckungs-Grund widmet sich dieser Text zunächst der Unwahrscheinlichkeit, dass „ein träumendes Ich tatsächliche Geschehnisse auslösen“ kann, dann einer weiteren Unwahrscheinlichkeit, nämlich einer unwahrscheinlichen Art, sich eine Bänderdehnung zuzuziehen, die einen ans Haus fesselt und einen dazu bringt, sich mit bizarren Fernseh-Programmen abzugeben sowie anderen Dingen, „um zu illustrieren, womit sich Menschen gedanklich beschäftigen können, die bei brütender Hitze die Wohnung nicht verlassen können“.

### Ich will nicht in Chicago schreiben, ich will in New York schreiben
„Um dem weitverbreiteten Mangel an Bereitschaft entgegenzutreten, das eigene Leben als einzigartiges Erlebnis aufzufassen, gibt es kostengünstige Alternativen zur Flucht in Rafting und Felsenkletterei: Man kann sich z. B. allabendlich hinsetzen und überlegen: Was habe ich heute zum ersten Mal gemacht?“ Der Ich-Erzähler schlägt hierbei beispielsweise eine „Schlaftournee“ des eigenen Bettes durch Wohnungsräumlichkeiten außerhalb des Schlafzimmers vor und beschäftigt sich unter anderem mit der Schwierigkeit, in seinem Textverarbeitungsprogramm eine andere Schriftart als Voreinstellung festzulegen, zum Beispiel New York statt Chicago.

### Fotos im Portemonnaie
In diesem kurzen Text geht es um Fotos in Geldbörsen und deren Interpretationsmöglichkeiten durch Außenstehende, beispielsweise das Foto von Kindern in Geldbeuteln von Erwachsenen, „um dem in der Kassenschlange hinter ihnen stehenden Kunden die Möglichkeit zu nehmen, sie der Gefräßigkeit zu verdächtigen“, weil gar viele Lebensmittel auf dem Laufband lagern, oder ein Foto von Harald Juhnke, um ähnliches für ein Übermaß an Laufband-Alkoholika zu erreichen. „Was Deutschland benötigt, ist ein neuer berühmter Alkoholiker.“

### Der Mann, der sich wie die Kühe fühlt, und die Frau, die nicht weiß, wann sie Middach kochen soll
Ausgehend von städtischen Besonderheiten, die „sich dem möglichen Übernachtungstouristen anempfehlen“, fordert der Ich-Erzähler seine Mitmenschen auf, sich auch „ihrer Besonderheiten bewußt zu werden und sie in den Dienst der Daseinsverbesserung zu stellen.“ Er selbst weise als eine von drei erwähnenswerten daseinsverbessernden Besonderheiten auf, dass er als Mann das nur für männliche Teenager angemessene laute Rülpsen unterlasse. Andere Zeitgenossen, die eine die Zahngesundheit begünstigende Mundflora ihr Eigen nennen, sollten diese durch „fünf Minuten täglich französisch küssen“ übertragen und somit der Menschheit was Gutes tun.

### Ich zog ein elektronisches Goldfischglas hinter mir her, in dem ein Wetter herrschte wie auf der Venus
Der Ich-Erzähler erzählt von einer Zählung seiner heimischen Elektrogeräte und von der Freude, die ihm seine Geschirrspülmaschine bereiten oder sein Backofen. „Die meisten backen nie und halten das daher für eine geheimnisvolle Kunst.“ Ein Hauptaugenmerk richtet sich aber auf einen neuen staubsaugerlosen Dyson-Staubsauger und dessen Tücken, die zur Frage bewegen, „was das denn für Irre seien, die einen Staubsauger ohne den seit Jahrzehnten bestens bewährten Staubsaugerbeutel lancieren oder gar kaufen“.

### Der heile Krug
Der Ich-Erzähler beschäftigt sich mit dem Phänomen, dass seiner Ansicht nach nichts mehr vollständig aus der Mode komme, sondern stattdessen „der Riesenhaufen dessen, was menschliches Nichtrastenkönnen zuwege bringt, immer größer wird und nichts mehr verschwindet“. Zu dem Nichtverschwindenden gehörten auch die Bestandteile der inflationär aufgeblähten Kinder-Produktlinie von Ferrero, die mit dazu beitrage, dass – weil andere Produkte ja nicht verschwänden – in Supermärkten die Laufwege für die Kundschaft immer beengter würden. „Irgendwann sind die Läden so vollgestopft, daß nicht ein einziger Kunde mehr hineinpaßt.“

### Pünktlichkeit plus
Der Ich-Erzähler widmet sich dem Thema Pünktlichkeit, nicht nur im Sinne der insbesondere für Bahnfahrer naheliegendem Bereich der Verspätung, sondern auch der Verfrühung, die er „im Schatten der Kritik an Verspätungen“ sieht. „Kleine Verspätungen sind, zumindest bei Hausbesuchen, nicht schlimm und entschuldbar. Verfrühungen aber sind eine leicht vermeidliche Unfreundlichkeit und unverzeihlich“, weil der Gastgeber eines Besuchers bei dessen verfrühtem Eintreffen womöglich seine Vorbereitungen noch nicht abgeschlossen habe.

### Die Zukunft wird so manches bringen, auch nächstes Jahr schon
Der Ich-Erzähler findet es „dumm, daß man immerzu nach der Zukunft gefragt wird. Ja, was soll die Zukunft schon mit sich bringen?“ Erwartungsgemäß den einen oder anderen Prominententod, ganz sicher viele Gedenkwochen und -tage, vielleicht einen Backlash. „Es gibt immer einen Backlash. Wenn die opinion leaders eine Zeitlang das Nichtrauchen oder Nichtpelztragen gepredigt haben, kommt rumms der Backlash, und man sieht neue opinion leaders qualmend im Pelz.“

### „jetzt“-Magazin-Tagebuch 1998
Der Ich-Erzähler schildert die Vor- und Nachbereitungen einer Feier anlässlich seines vierzigsten Geburtstages und räsoniert dabei über das Geburtstagfeiern, „ein sehr junger, urbaner und bürgerlicher Brauch.“

### „jetzt“-Magazin-Tagebuch 1999
Der Ich-Erzähler schildert unter anderem, wie er im Laufe einer Woche sich mit Zeitungen im Gratisabo beschäftigte, seine „Abneigung gegen das Wort ‚Arbeit‘ in bezug auf künstlerisches Treiben“, den Briefwechsel mit seinem Freund Tex Rubinowitz, einen Stereolab-Konzertbesuch sowie das „Massenphänomen der jugendlichen Dauerangekotztheit, die sich bei vielen bis ins hohe Alter fortschreibt“.

### Der Interview-Unfug
Als Mitherausgeber von Der Rabe muss der Ich-Erzähler für ein Heft zum Thema „Verweigerung“ einen Beitrag liefern und beschäftigt sich damit, dass er Interviews verweigere. „Doch sollte man es mit der Medienverweigerung halten wie mit dem Vegetarismus: Ab und zu doch Fleisch essen, damit er nicht zur Ersatzreligion und -identität verkommt.“ Grund für die Interview-Verweigerung ist die „kenntnislose Bissigkeit“ der Fragenden, worüber der Ich-Erzähler zu manch anderem kommt, was er „am Journalismus abstoßend“ findet. „Jemand, der Eigenständiges leistet, sollte es nicht nötig haben, sich werbungshalber ausfragen zu lassen. Er sollte lieber sein Werk strahlen lassen.“

### Was sind das eigentlich für Leute, die in der ersten Reihe sitzen?
„Manch einer mag gute Gründe haben“, so der Ich-Erzähler, sich in die erste Reihe zu setzen, „Schwerhörigkeit etwa oder Zwergenwuchs“. Ansonsten aber säßen in der ersten Reihe jene, „die wegen ihres Amtes daran gewöhnt sind, ganz vorne zu sitzen“, Menschen, die sich selbst für „maßgeblich“ hielten, ansonsten aber „die Rohen, Lauten und von Natur aus Impertinenten.“ Der Zurückhaltende dagegen nähme „schon allein aus praktischen Gründen […] weiter hinten Platz“, wo er „nicht naßgespritzt oder von Sängern am Kinn gekrault“ werde. Außerdem: „Wer jemanden verehrt, will nicht aufdringlich wirken.“

### „jetzt“-Magazin-Tagebuch 2000
Der Ich-Erzähler berichtet von Details einer viertägigen Lesereise über Ulm (Besuch des Stadtmuseums), Augsburg („das übliche Problem mit der Ernährung“), Rosenheim und Erlangen, über das der Autor einst „das einzige bekannte Lied“ verfasst hatte. „Ich schätze mal, neunzig Prozent der Leute, die zu meinen Veranstaltungen kommen, sind liebenswürdig und charmant, aber im Gedächtnis haften bleiben die Idioten.“ Die Tagebuch-Woche schließt mit dem Besuch eines Berliner Brotmarktes auf dem Alexanderplatz.

## Veröffentlichungsgeschichte
Die in Der Krapfen auf dem Sims abgedruckten Texte wurden ursprünglich zwischen 1998 und 2000 in den Zeitschriften Titanic und Der Rabe publiziert sowie der jährlichen Taschenbuch-Sonderausgabe von Jetzt, „in der ein bis zwei Dutzend Menschen über den Zeitraum von einer Woche ein öffentliches Tagebuch zur Schau stellen.“ In Der Krapfen auf dem Sims erschienen die Texte „in vom Verfasser stark überarbeiteten Fassungen. Der Text Bartschattenneid erschien Im Mai 2000 in der Berliner Zeitung unter dem Pseudonym Turhan Gilmez“.

## Textanalyse
Bei den Texten in Der Krapfen auf dem Sims handelt es sich entsprechend ihrer Textform als Kolumnen, Glossen, Betrachtungen, Essays um in Ich-Form erzählte Prosastücke. Abgesehen vom Ich-Erzähler gibt es keine textübergreifende Figur. Orte werden kaum genannt oder sind für die Handlung, abgesehen von Peking und Harbin in Doppelmayr halbiert die Mulmigkeit und den diversen Stationen in dem „jetzt“-Magazin-Tagebuch 2000, nicht sonderlich relevant.
Die Sujets von Der Krapfen auf dem Sims bezeichnet die Frankfurter Rundschau als „nicht so wichtig“, die Welt meinte, in dem Buch ginge es, „oberflächlich gesehen, viel um ‚Do's‘ und ‚Dont's‘, um Phänomene des ‚Zeitgeist‘ und des ‚Pop‘“ sowie um „eine hellsichtige Horrorfahrt durchs deutsche Gesellschaftsleben.“ In den unter anderem auch Alltagsbeobachtungen und -gefühle schildernden Texten von Der Krapfen auf dem Sims geht es um Sprache, beispielsweise den Unterschied zwischen Zynismus und Sarkasmus (Mein Nachbar und der Zynismus) oder die Floskelhaftigkeit des Ausspruchs „Die Kinder leiden immer am meisten darunter“ angesichts von Naturkatastrophen und Kriegen (Alter und Aussehen egal): „Worin sich Kind und Soldat unterscheiden, ist nicht die Intensität des Leidens, sondern des Mitleids, das Außenstehende empfinden. Das Mitleid mit dem Kind ist größer, weil es beim Leiden niedlicher aussieht. Nur steht aber Mitleid in keiner logischen Beziehung zum Leid des Bemitleideten.“ Ähnlich philosophische Züge nimmt z. B. der Text Niedere Botschaften an: „Die ästhetischen Mängel moderner Übertragungsmethoden nimmt man gern in Kauf, wenn es um Eiliges und Wichtiges geht. Aber was ist schon wichtig? Und ist Wichtiges notgedrungen eilig? […] Das Wichtige und das Eilige haben sicherlich eine kleine Schnittmenge, aber sie sind doch ganz unterschiedliche Wesen.“ Relativ häufig geht es in den Texten um Verlust, ganz offensichtlich beim Notizbuch-Verlust in Waffen für El Salvador, aber auch beim durch die Karolinska-Studie 2023 bestätigten Bildungsverlust (Schulen nicht unbedingt ans Netz) oder beim in Ich will nicht in Chicago schreiben, ich will in New York schreiben angeprangerten Werteverlust dank „Verpöbelung“ durch Mediengebrauch: „Doch aus Angst davor, von den Pöbelmedien ausgelacht zu werden, sagt niemand mehr was Kluges im Land. Kein präsidiales Mahnen und Drängen wagt sich in den Äther. Es ist ihnen alles egal. Der Staat trägt Schlabberlook.“

## Rezeption
Die Kritiken am Krapfen auf dem Sims waren überwiegend positiv. Die Frankfurter Rundschau lobte den transparenten Stil Goldts und sah in dem Werk „die Höhen des Literarischen mit den Trivialitäten der Comedy“ vereint sowie „den Kolumnen-Großmeister auf der Höhe seiner Kunst“. In dem, was die Neue Zürcher Zeitung „Schmunzelprosa“ nannte, ginge es um mehr als „das bloße Sammeln von Kuriositäten und Anekdötchen“, so Die Welt: So „leichtfüßig seine Texte daherkommen, so wohlfeil formuliert und niedlich verpackt das alles sein mag: Hinter Max Goldts Texten wird vor allem die Wut eines Menschen sichtbar, der Schreiben auch als Möglichkeit braucht, sich selbst vor der Verbitterung zu retten. Seine Texte sind […] in Watte gepackte Kriegserklärungen an jede Form der Grobheit, Ignoranz und Respektlosigkeit“, die allerdings gelegentlich „onkelhaft, belehrend und bieder“ daherkämen. Die Zeit sprach in diesem Zusammenhang von „avantgardistischer Betulichkeit“, die Neue Zürcher Zeitung stellte fest, die Texte seien nicht frei von einer gewissen „anekdotischen Mäkelei“.

## Textausgaben (Auswahl)
- Der Krapfen auf dem Sims. Essayistische und erzählende Prosa 1998–2000. Rowohlt-Taschenbuch-Verlag, Reinbek bei Hamburg 2009. ISBN 978-3-499-24880-1.
- Der Krapfen auf dem Sims. Betrachtungen, Essays u. a. (= Rororo, 23349). Rowohlt-Taschenbuch-Verlag, Reinbek bei Hamburg 2003. ISBN 3-499-23349-5.
- Der Krapfen auf dem Sims. Betrachtungen, Essays u.a. Fest, Berlin 2001. ISBN 3-8286-0156-1.